# Comitato di Jász-Nagykun-Szolnok
Il comitato di Jász-Nagykun-Szolnok (in ungherese Jász-Nagykun-Szolnok vármegye) è stato un antico comitato del Regno d'Ungheria situato nell'odierna Ungheria centrale. Capoluogo del comitato era la città di Szolnok.

## Geografia fisica
Il comitato di Jász-Nagykun-Szolnok confinava con gli altri comitati di Pest-Pilis-Solt-Kiskun, Heves, Hajdú, Békés e Csongrád ed era costituito da fertili terre pianeggianti bagnate dal Tibisco e dai suoi tributari (Berettyó e Maros).

## Storia
Il comitato fu uno dei più recenti della storia d'Ungheria, in quanto venne creato nel 1876 per unione dei comitati di Szolnok, Jászság (Iazigia) e Nagykunság (Grande Cumania), e continuò ad esistere nella sua forma anche in seguito al Trattato del Trianon (1920). Per effetto della grande riforma amministrativa ungherese del 1950 il comitato fu trasformato nell'attuale contea di Jász-Nagykun-Szolnok. In tale occasione furono operate alcune modifiche territoriali: la regione di Dévaványa fu ceduta alla nuova contea di Békés, mentre al contempo fu annessa una porzione sulla sinistra del Tibisco (Tiszafüred e dintorni), precedentemente appartenuta al comitato di Heves.